# Tour de la BCEAO (Bamako)
La tour de la BCEAO est un gratte-ciel situé avenue Moussa-Travelle, dans le quartier du fleuve, Commune III à Bamako, la capitale du Mali. En plus de l'hôtel de l'amitié, elle compte parmi les quelques gratte-ciel de la ville et abrite le siège malien de la Banque centrale des États de l'Afrique de l'Ouest. La tour, surnommée « tour couronnée », possède 17 niveaux plus les sous-sol. Elle a été conçue en 1994 dans le style de l'architecture néo-soudanaise. Son altitude est estimée à près de 70 m.

## Photographies

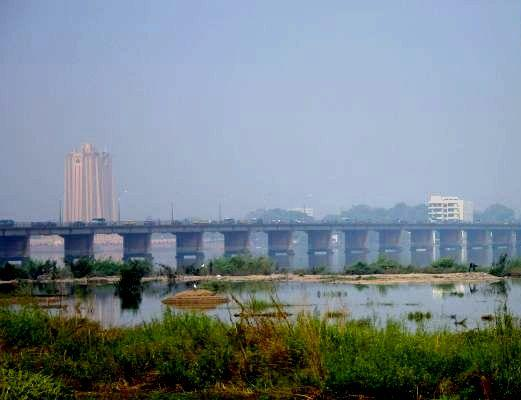
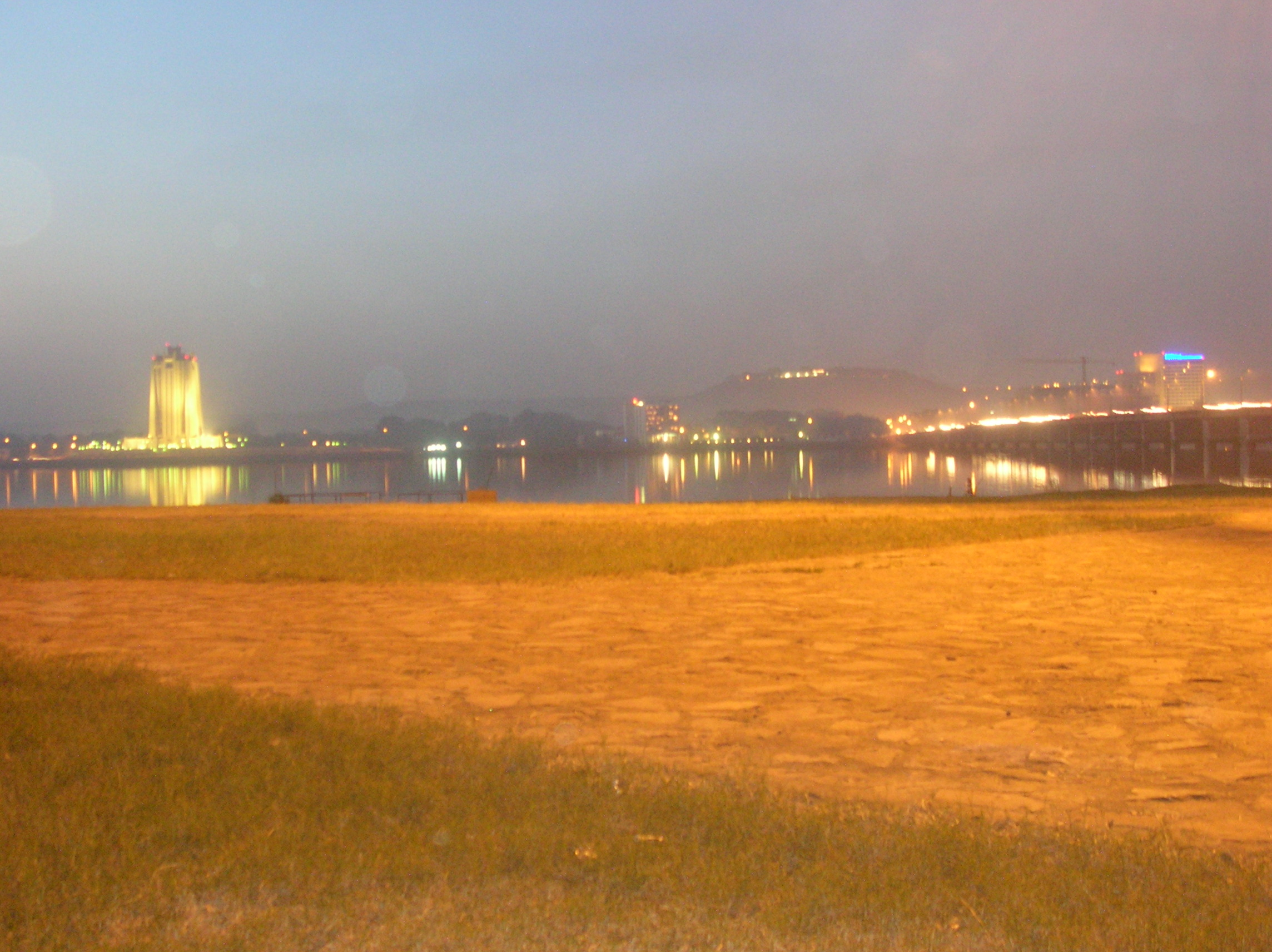
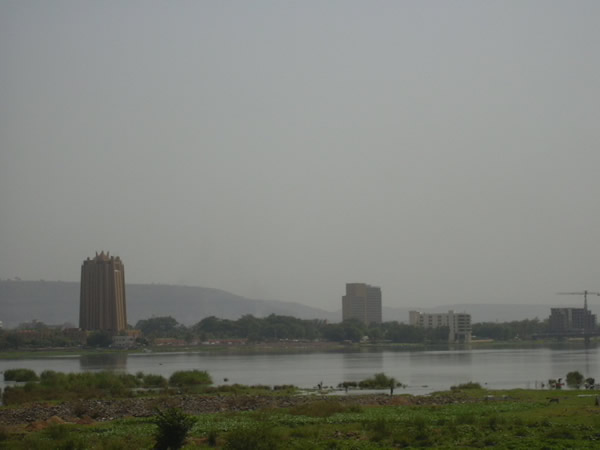
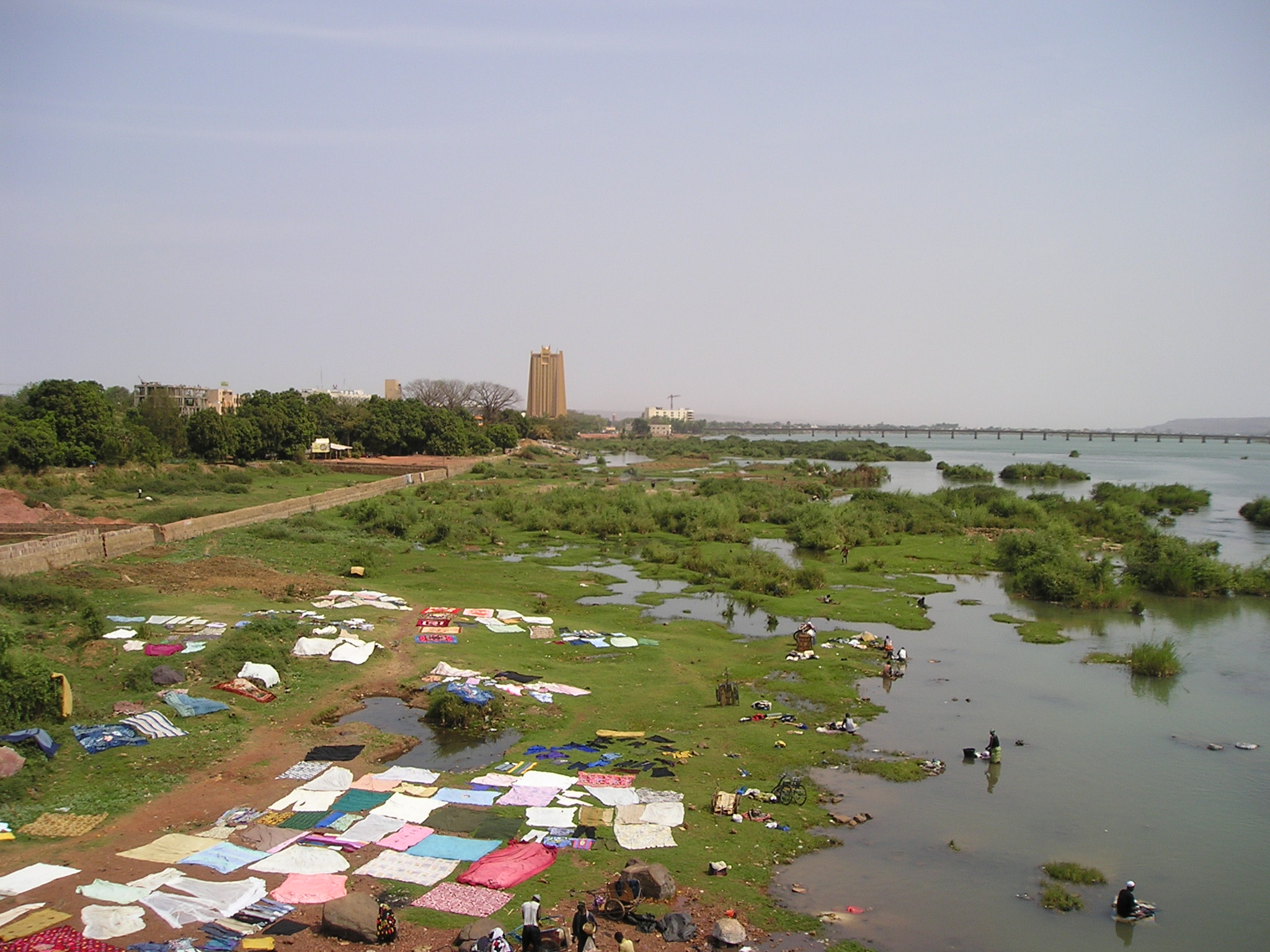